# Taloga (Oklahoma)
Taloga – miasto w Stanach Zjednoczonych, w stanie Oklahoma, siedziba administracyjna hrabstwa Dewey.